# Bärbel Wachholz
Bärbel Wachholz (* 20. Oktober 1938 in Angermünde; † 13. November 1984 in Ost-Berlin) war eine deutsche Schlagersängerin der DDR.

## Leben und Karriere
Bärbel Wachholz wurde als jüngstes von drei Kindern in Angermünde geboren. Nach dem Ende des Zweiten Weltkrieges zog die Familie nach Eberswalde. Ihre Eltern ließen sich einige Jahre später scheiden. Wachholz wohnte daraufhin bei ihrem Vater und dessen neuer Ehefrau in Leuna. Ihr Vater Alfred Wachholz war Schauspieler und hatte eine Theatergruppe, mit der sie auftrat und in Operetten wie Im weißen Rössel sang.
Von Beruf Fotografin, nahm Bärbel Wachholz in ihrer Freizeit Gesangsunterricht und trat als Sängerin mit dem Tanzorchester Max Reichelt auf. Ihre eigentliche Karriere als Interpretin begann 1957 mit ersten Radioauftritten. Mit ihrem musikalischen Erfolg siedelte sie nach Berlin und lebte fortan im Ortsteil Buchholz, wo sich auch ihr Haus befand.
In den folgenden Jahren nahm Bärbel Wachholz insgesamt 40 Singles auf. 1964 erschien eine erste Langspielplatte mit ihren populärsten Schlagern unter dem Titel: Zu Gast bei Bärbel Wachholz. Eine weitere Best-of-LP (Das Porträt: Bärbel Wachholz) wurde ein Jahr nach ihrem Tod veröffentlicht.  Sie wurde zu einer der populärsten Schlagersängerinnen der DDR, die neben zahlreichen Auftritten in Fernsehen und Rundfunk in den Jahren 1962 bis 1969 auch mit mehreren eigenen Bühnenshows auf Tournee ging. Darüber hinaus gab sie Gastspiele in Frankreich, Syrien, den Niederlanden und in mehreren osteuropäischen Staaten. 1962 siegte sie beim ersten Internationalen Schlagerfestival der Ostseeländer in Rostock mit dem Titel Das kann ich niemals vergessen  und wurde noch im gleichen Jahr mit dem Kunstpreis der DDR ausgezeichnet.
1958 lernte sie beim Berliner Rundfunk Armin Kämpf kennen. Er kündigte seinen Vertrag bei der Eisrevue Holiday on Ice und wurde Wachholz’ Manager, Mentor, Impresario und ständiger Begleiter. Am 9. April 1962 heiratete sie Armin Kämpf und führte fortan den bürgerlichen Namen Bärbel Wachholz-Kämpf, war aber weiterhin unter dem Namen Bärbel Wachholz bekannt. Aus der Ehe ging der Sohn Stephan (* 1970) hervor.
Bärbel Wachholz litt seit 1970 an Diabetes mellitus, hatte schwere Probleme mit Leber und Bauchspeicheldrüse und wurde zweimal operiert. Im heutigen Bad Dübener Stadtteil Schnaditz besaß sie ein Wochenendhaus, Bärbel-Wachholz-Haus genannt, und nutzte es zur Erholung. Im Januar 1984 erschien sie mit einem Auftritt in Heinz Quermanns Fernsehshow Spiel mir eine alte Melodie noch einmal vor Publikum. Am 17. März 1984 nahm sie an dem von Frank Schöbel initiierten Projekt Alt wie die Welt teil, bei dem sie mit allen 420 Gesangssolisten der DDR das gleichnamige Lied sang.
Da sie sich ihr Insulin nicht mehr gespritzt hatte, starb sie am 13. November 1984 im Alter von 46 Jahren in Berlin-Buchholz. Sie wurde am 12. Dezember 1984 auf dem Friedhof in Berlin-Buchholz im Beisein zahlreicher Prominenter und Fans beigesetzt. Am 25. Oktober 2007 fand ihr Ehemann Armin Kämpf seine letzte Ruhestätte an ihrer Seite.

## Diskografie (Auswahl)

### Alben und Kompilationen
- 1965: LP, Zu Gast bei Bärbel Wachholz
- 1985: LP, Das Portrait: Bärbel Wachholz
- 1997: CD, Ich hab Musik im Blut
- 2008: 4xCD, Ein Leben für die Musik
- 2008: CD, Ich steige dir aufs Dach
- 2009: CD, Einmal wieder Tango mit dir tanzen

### Singles
- 1958: Amigo / Das wünsch' ich mir
- 1959: Damals

## Film
- Damals ... mit Bärbel Wachholz. Ilse Bähnert erinnert an ihr Schlager-Idol. Dokumentation, Mitteldeutscher Rundfunk (MDR) 2009.[5]
- Damals – Die Schlagerlegende Bärbel Wachholz. Film von Katrin Heim, MDR, gesendet 19. Oktober 2023, 23:10 Uhr, 29:37 min.[6]
- Ein Abend für Bärbel Wachholz. MDR, gesendet 22. Oktober 2023, 20:15 Uhr, 89:36 min.[7]

## Ehrungen
- Seit 2018 gibt es in Angermünde den nach ihr benannten Bärbel-Wachholz-Weg.[8]
- In Eberswalde wurde der Bärbel-Wachholz-Weg nach der Sängerin benannt.[9][10]
- Bis zum Jahr 2019 fand in Angermünde 10 Mal das Bärbel-Wachholz-Schlagerfest statt, wurde dann durch die Corona-Pandemie unterbrochen[11] und 2024 mit dem 11. Schlagerfest fortgeführt.[12]